# Specie di Leucanthemum
Elenco delle 51specie di  Leucanthemum:

## A
- Leucanthemum adustum (W.D.J.Koch) Gremli
- Leucanthemum ageratifolium Pau
- Leucanthemum aligulatum Vogt
- Leucanthemum atratum (Jacq.) DC.

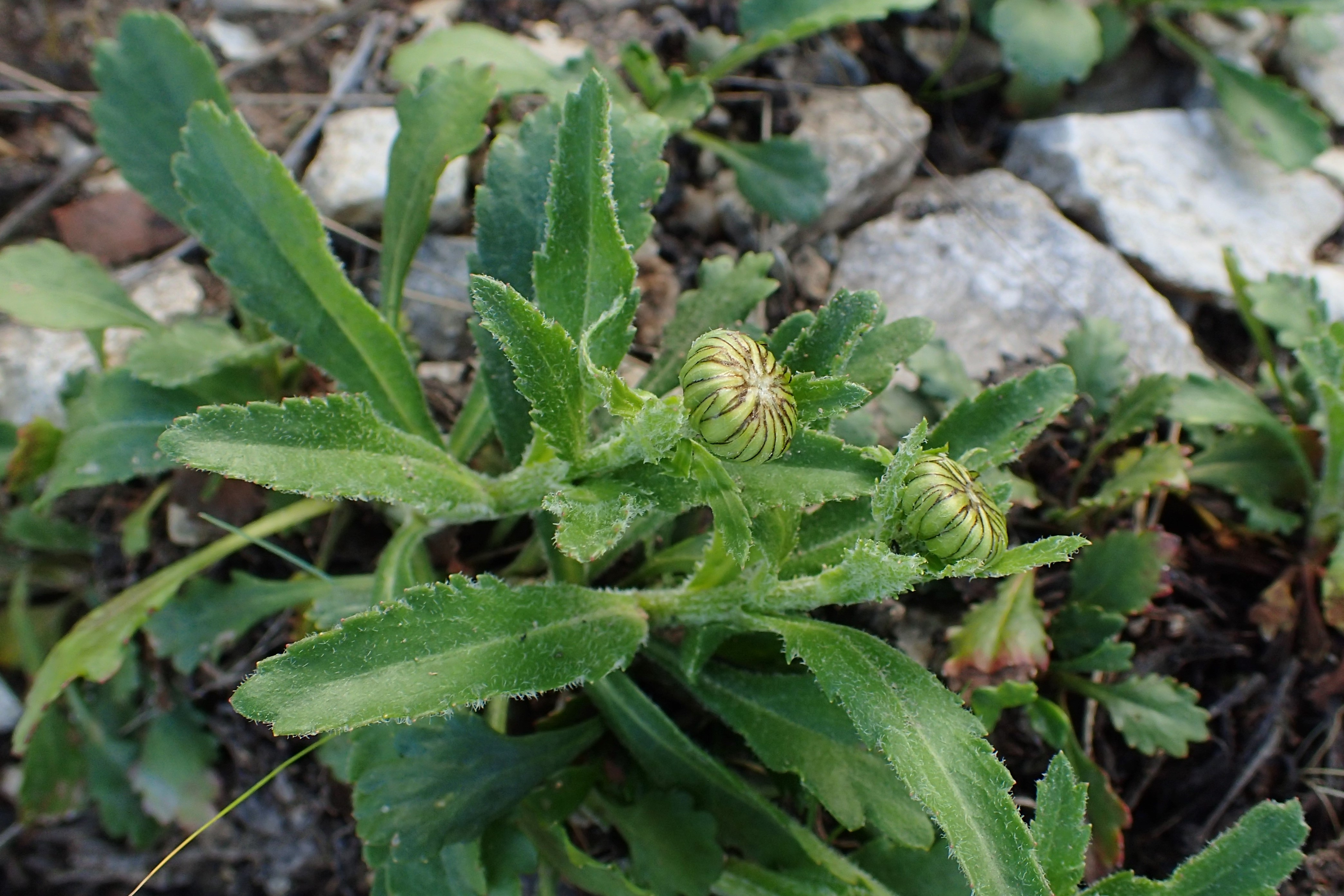
Leucanthemum adustum
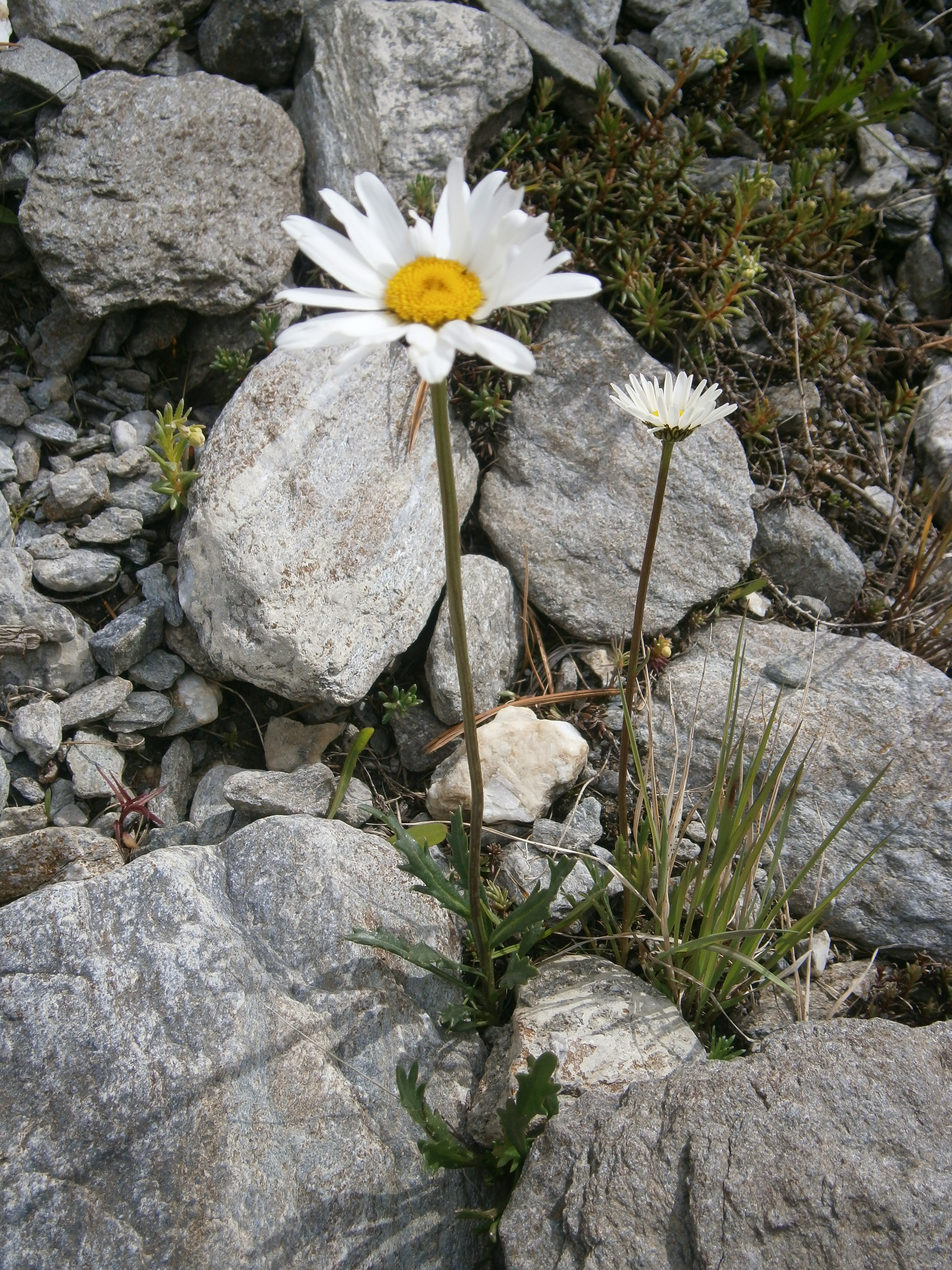
Leucanthemum atratum

## B
- Leucanthemum burnatii Briq. & Cavill.

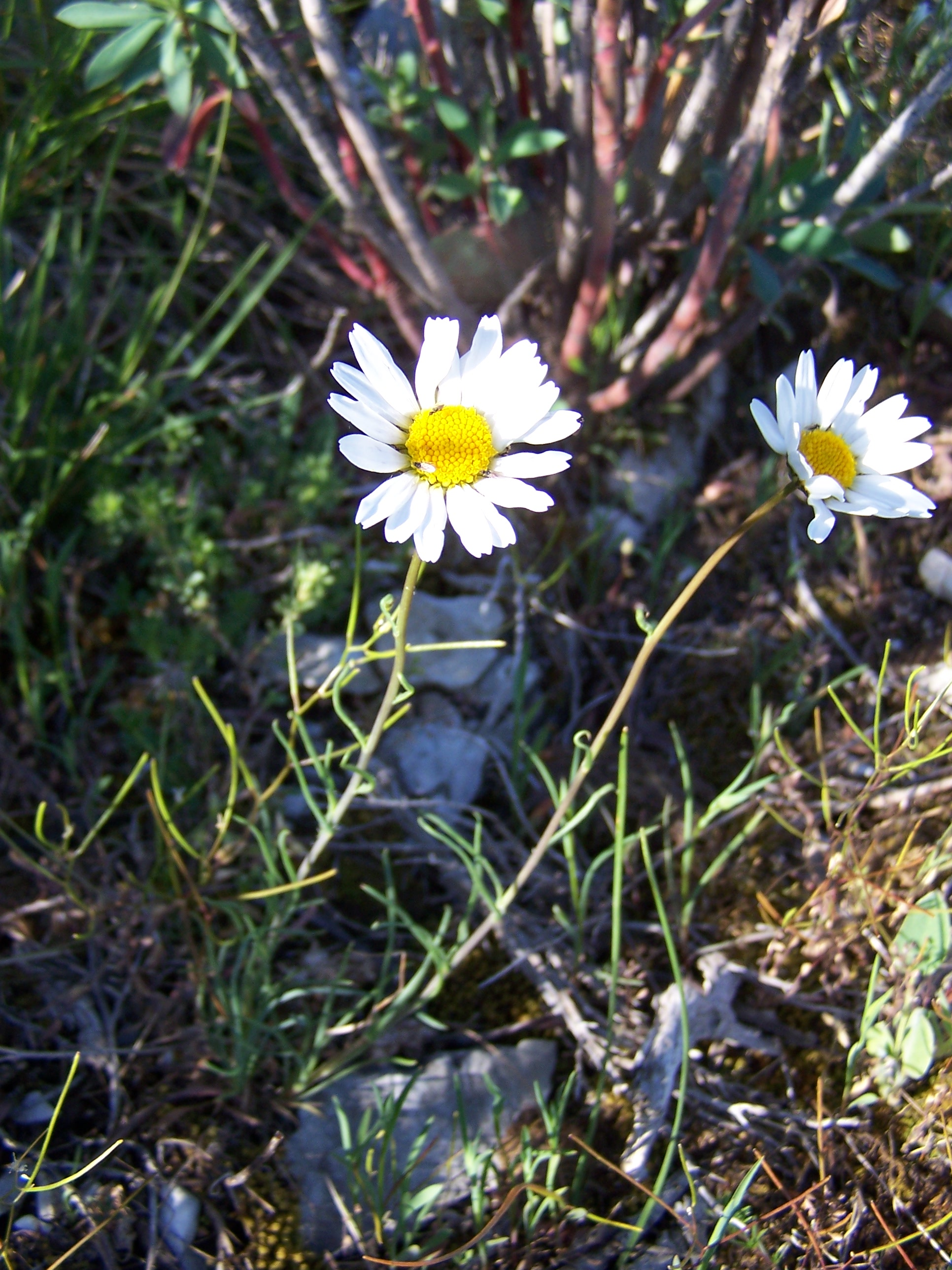
Leucanthemum burnatii

## C
- Leucanthemum cacuminis Vogt, Konowalik & Oberpr.
- Leucanthemum cantabricum Sennen
- Leucanthemum catalaunicum Vogt
- Leucanthemum chloroticum Kern. & Murb.
- Leucanthemum coronopifolium Vill.
- Leucanthemum corsicum (Sieber ex Less.) DC.
- Leucanthemum crassifolium (Lange) Lange
- Leucanthemum cuneifolium Legrand ex H.J.Coste

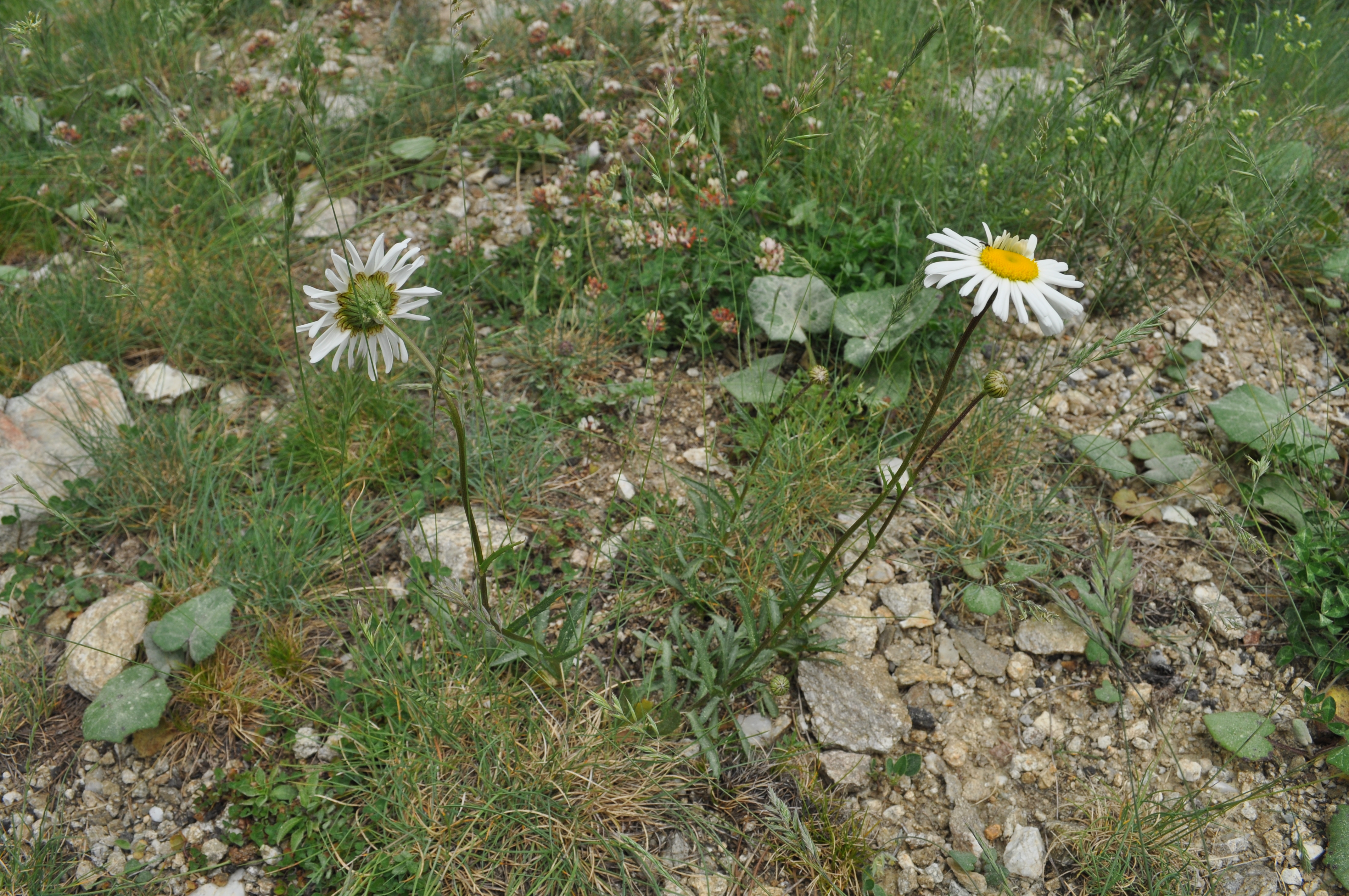
Leucanthemum catalaunicum
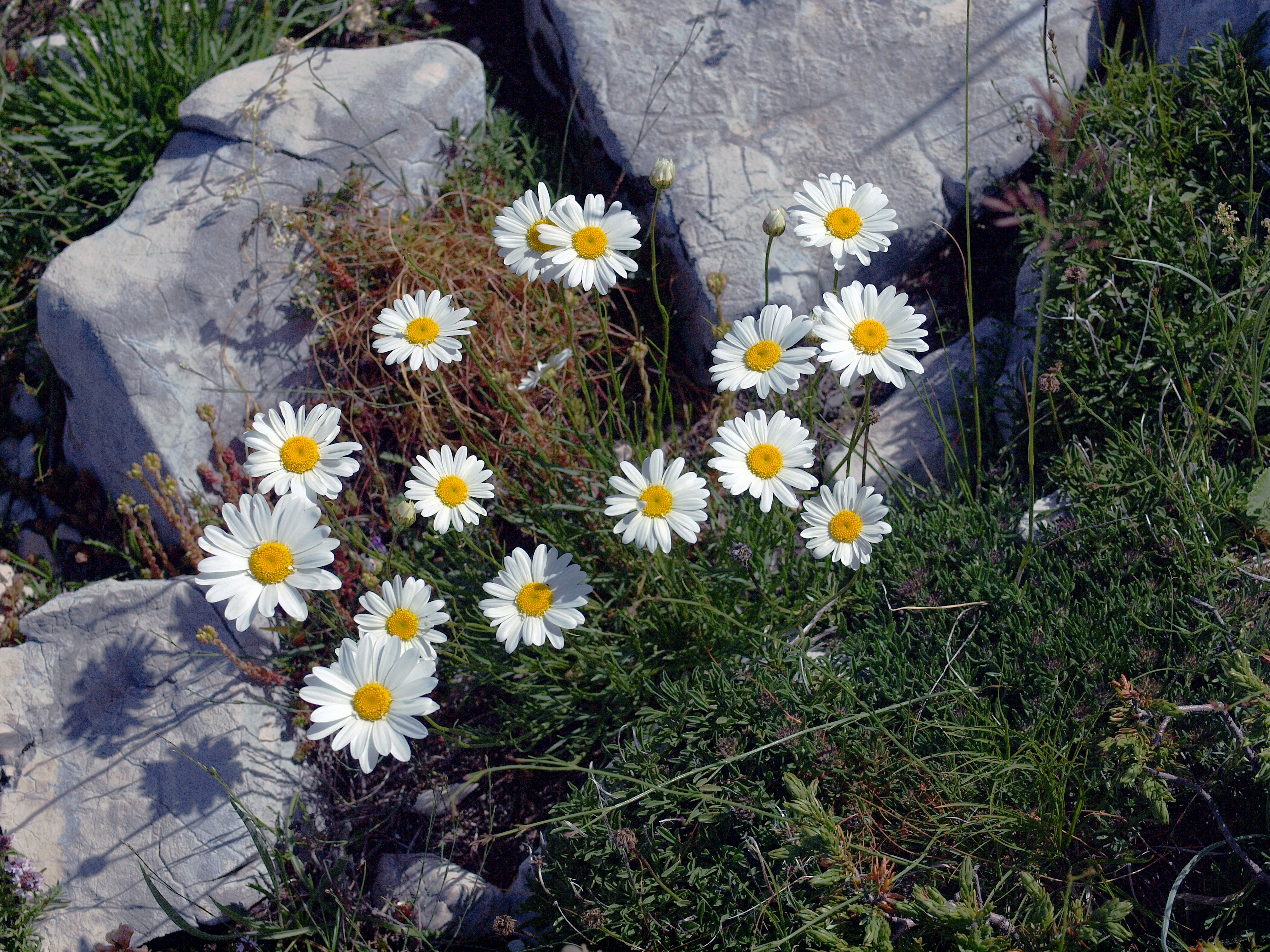
Leucanthemum chloroticum
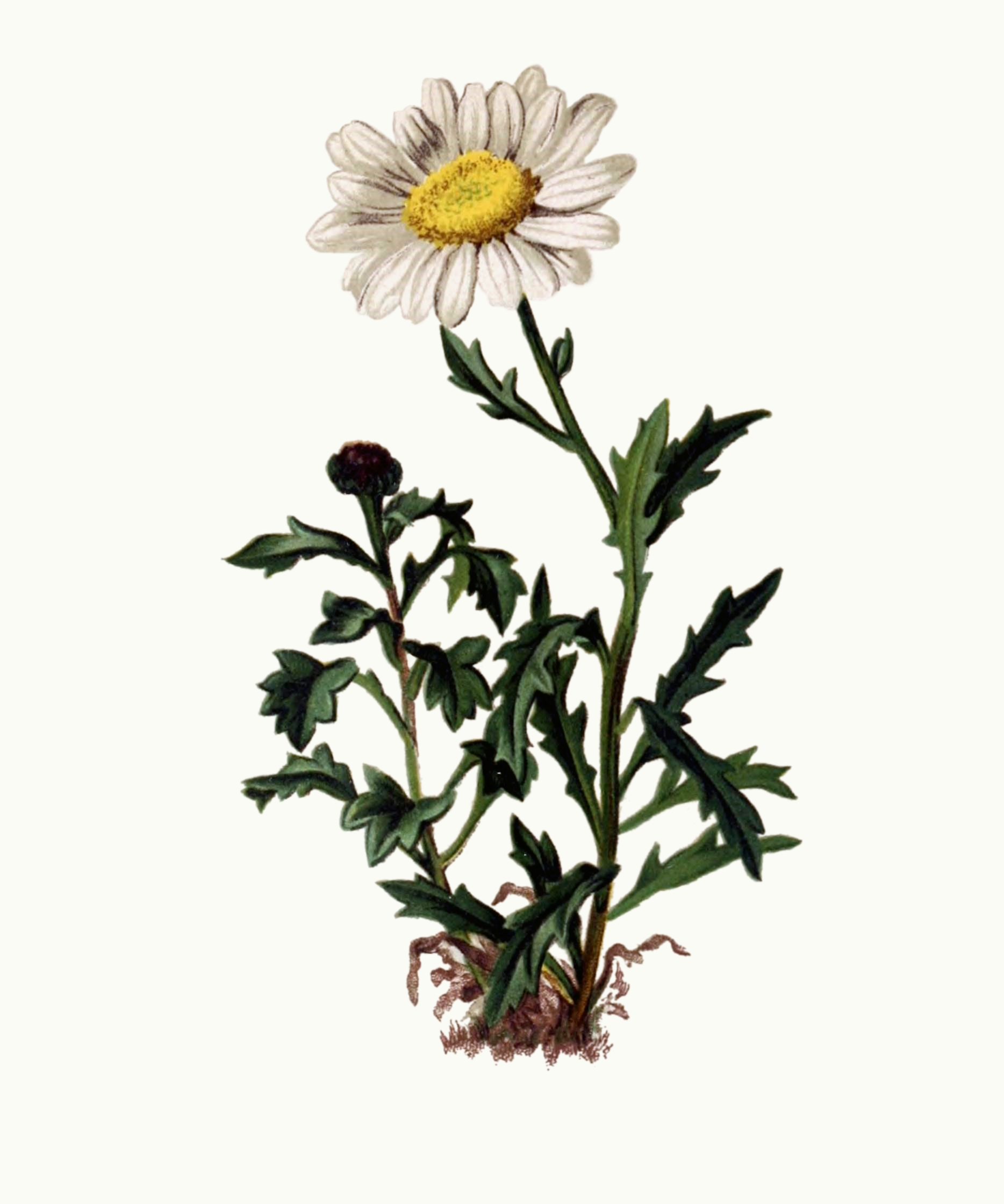
Leucanthemum coronopifolium

## D
- Leucanthemum delarbrei Timb.-Lagr.

## E
- Leucanthemum eliasii (Sennen & Pau) Vogt, Konowalik & Oberpr.
- Leucanthemum esterellense (Briq. & Cavill.) Vogt, Konowalik & Oberpr.

## F
- Leucanthemum favargeri Vogt

## G
- Leucanthemum gallaecicum Rodr.Oubiña & S.Ortiz
- Leucanthemum gaudinii Dalla Torre
- Leucanthemum glaucophyllum (Briq. & Cavill.) Jahand.
- Leucanthemum gracilicaule (Dufour) Pau
- Leucanthemum graminifolium (L.) Lam.

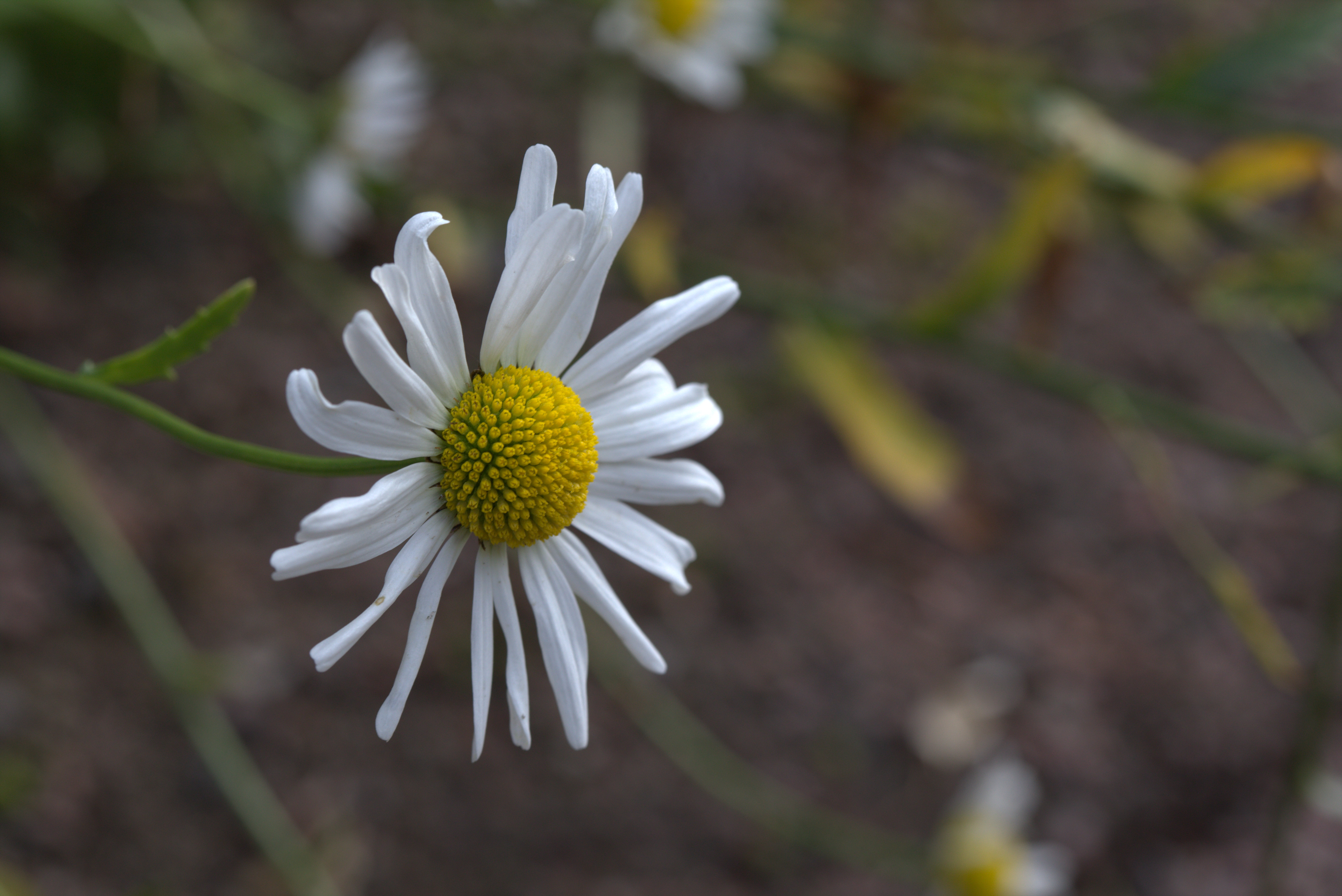
Leucanthemum gaudinii
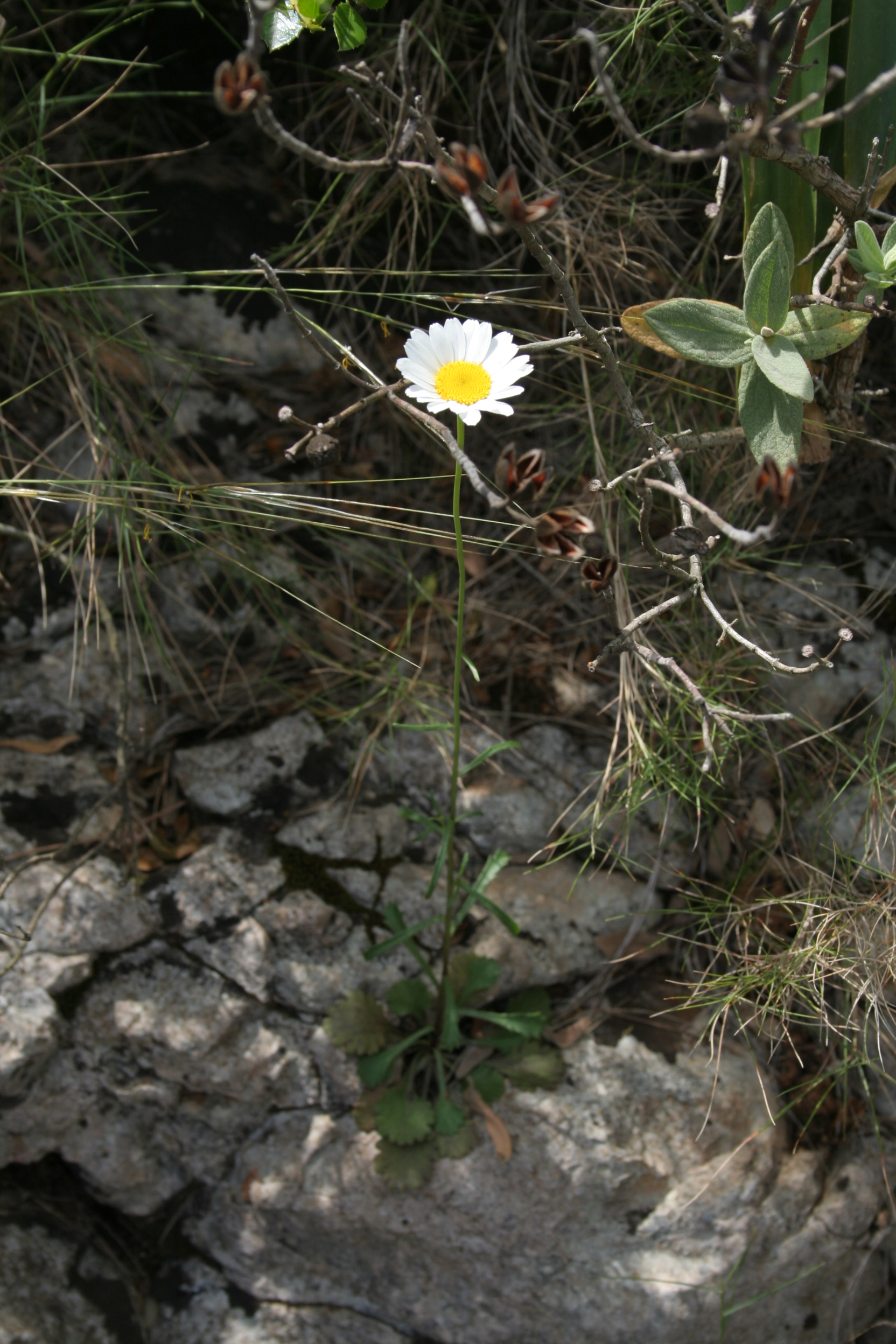
Leucanthemum gracilicaule
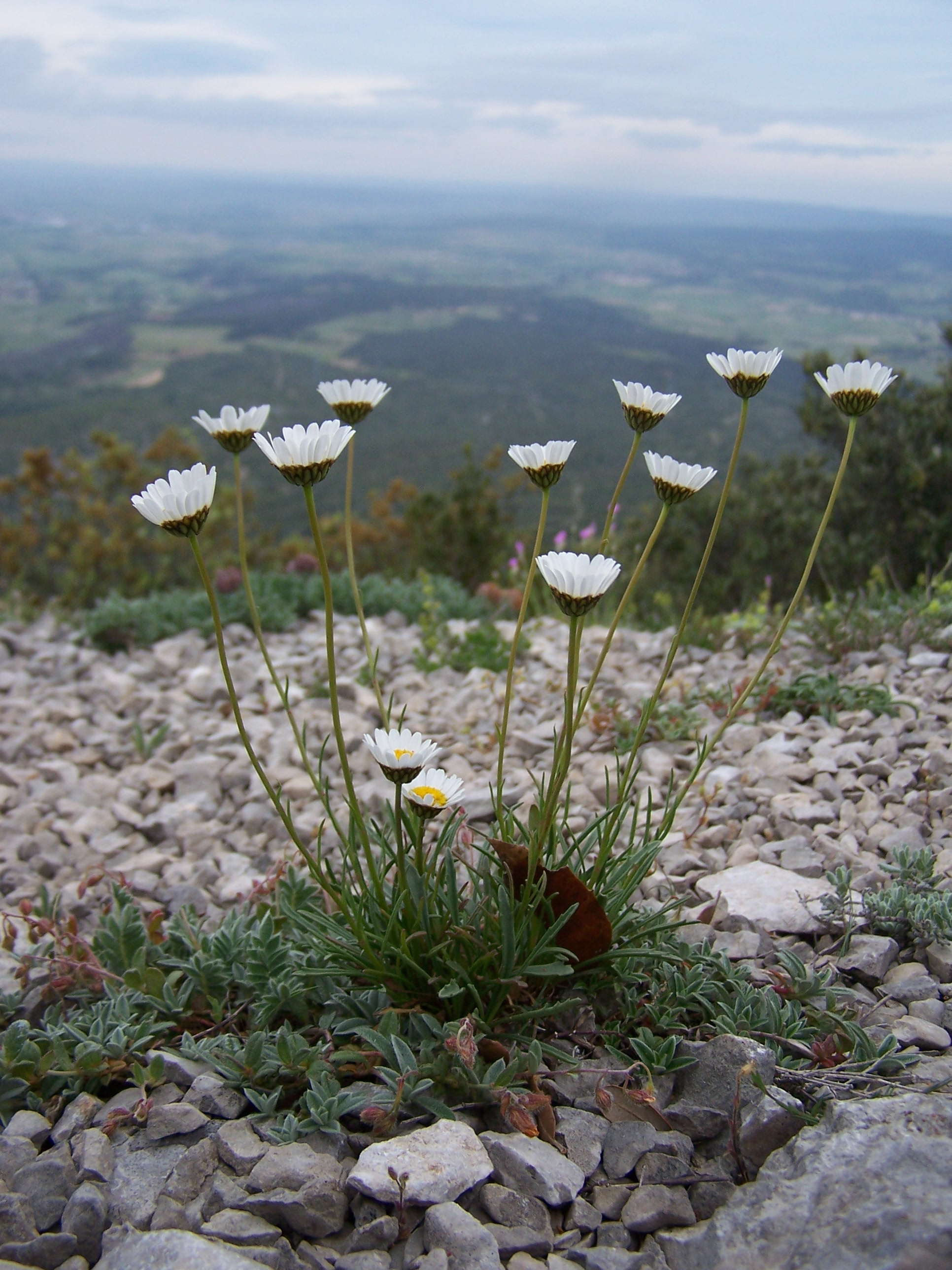
Leucanthemum graminifolium

## H
- Leucanthemum halleri (Suter) Polatschek
- Leucanthemum heterophyllum (Willd.) DC.

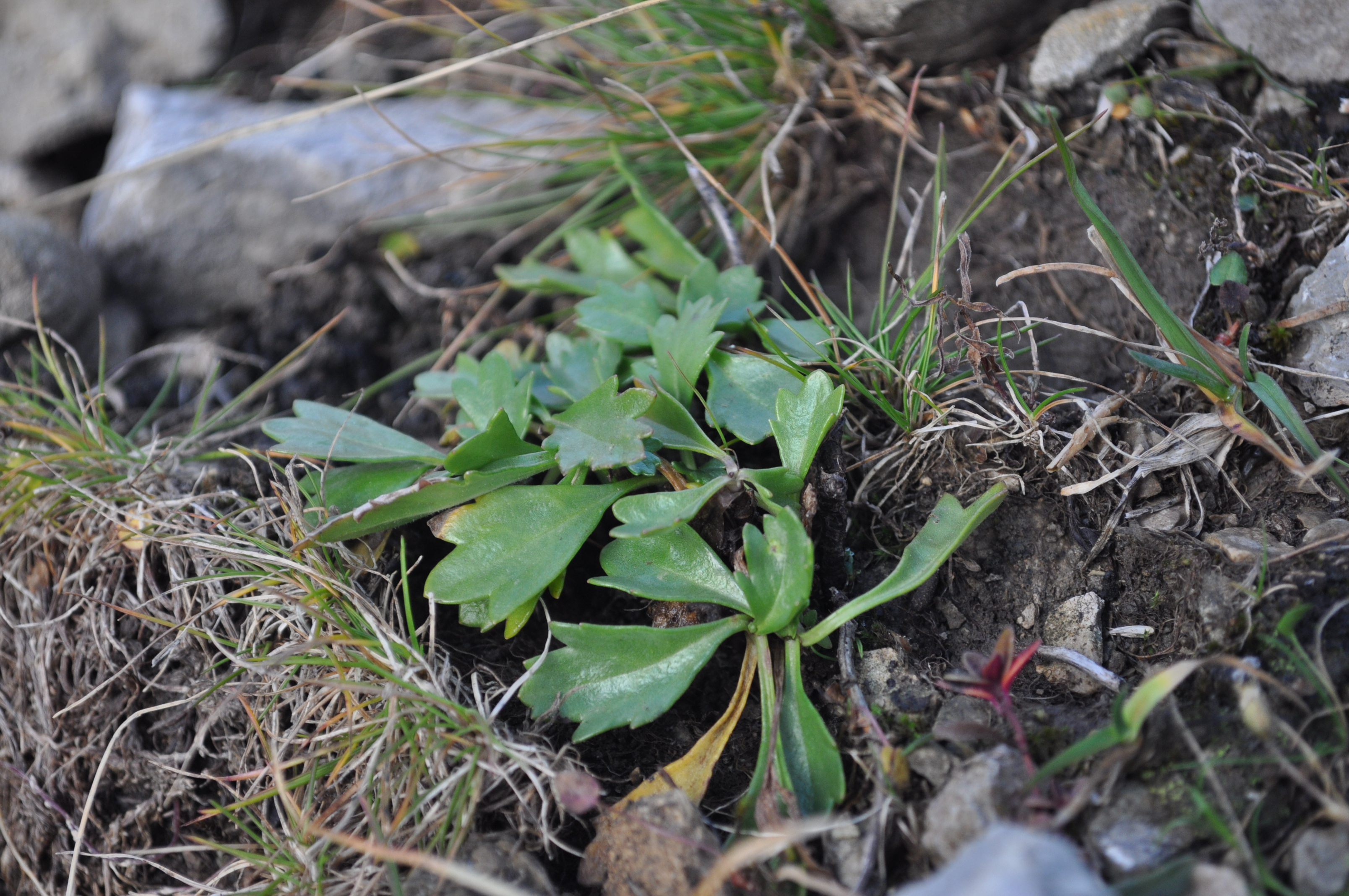
Leucanthemum halleri
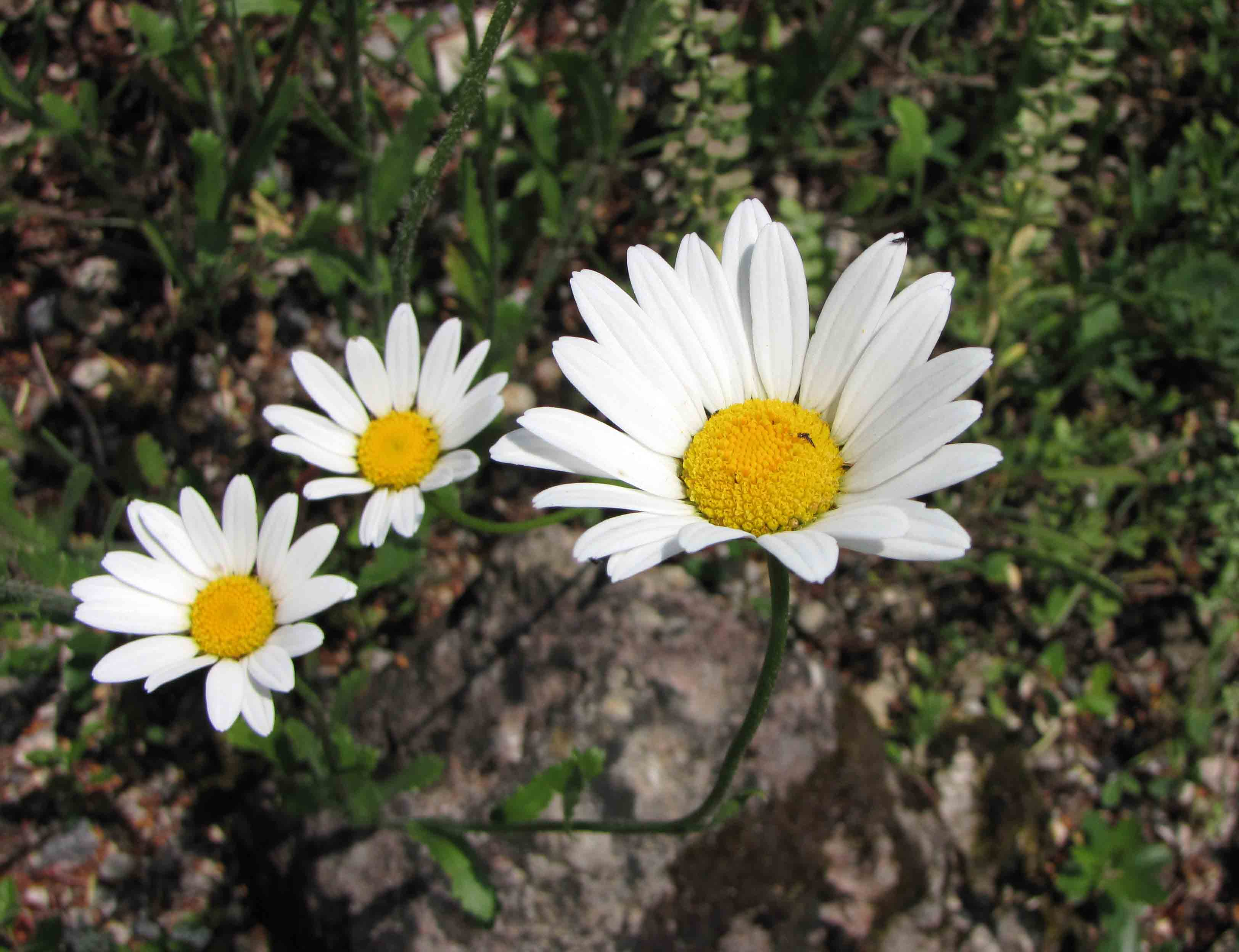
Leucanthemum heterophyllum

## I
- Leucanthemum illyricum (Horvatić) Vogt & Greuter
- Leucanthemum ircutianum DC.

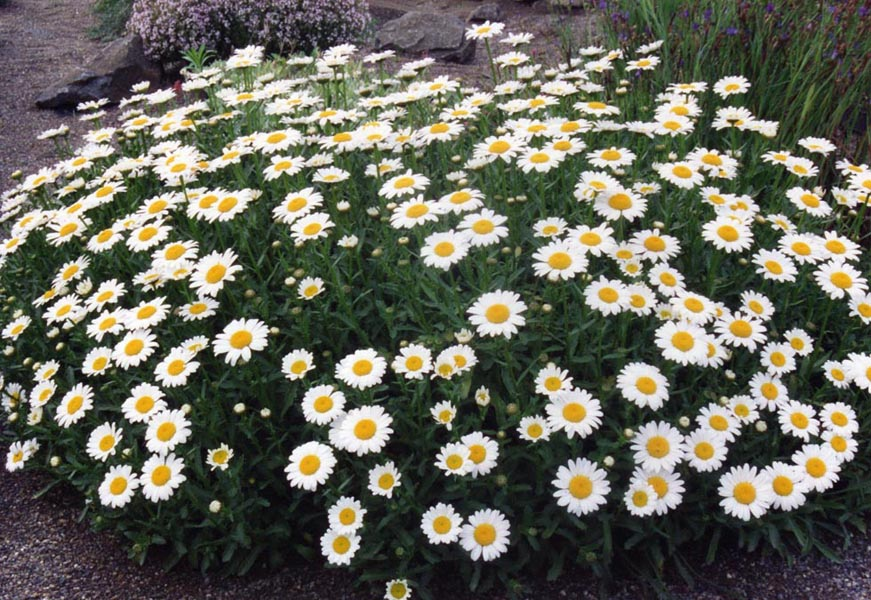
Leucanthemum ircutianum

## L
- Leucanthemum laciniatum Huter, Porta & Rigo
- Leucanthemum lacustre (Brot.) Samp.
- Leucanthemum legraeanum (Rouy) B.Bock & J.-M.Tison
- Leucanthemum ligusticum Marchetti, R.Bernardello, Melai & Peruzzi
- Leucanthemum lithopolitanicum (E.Mayer) Polatschek

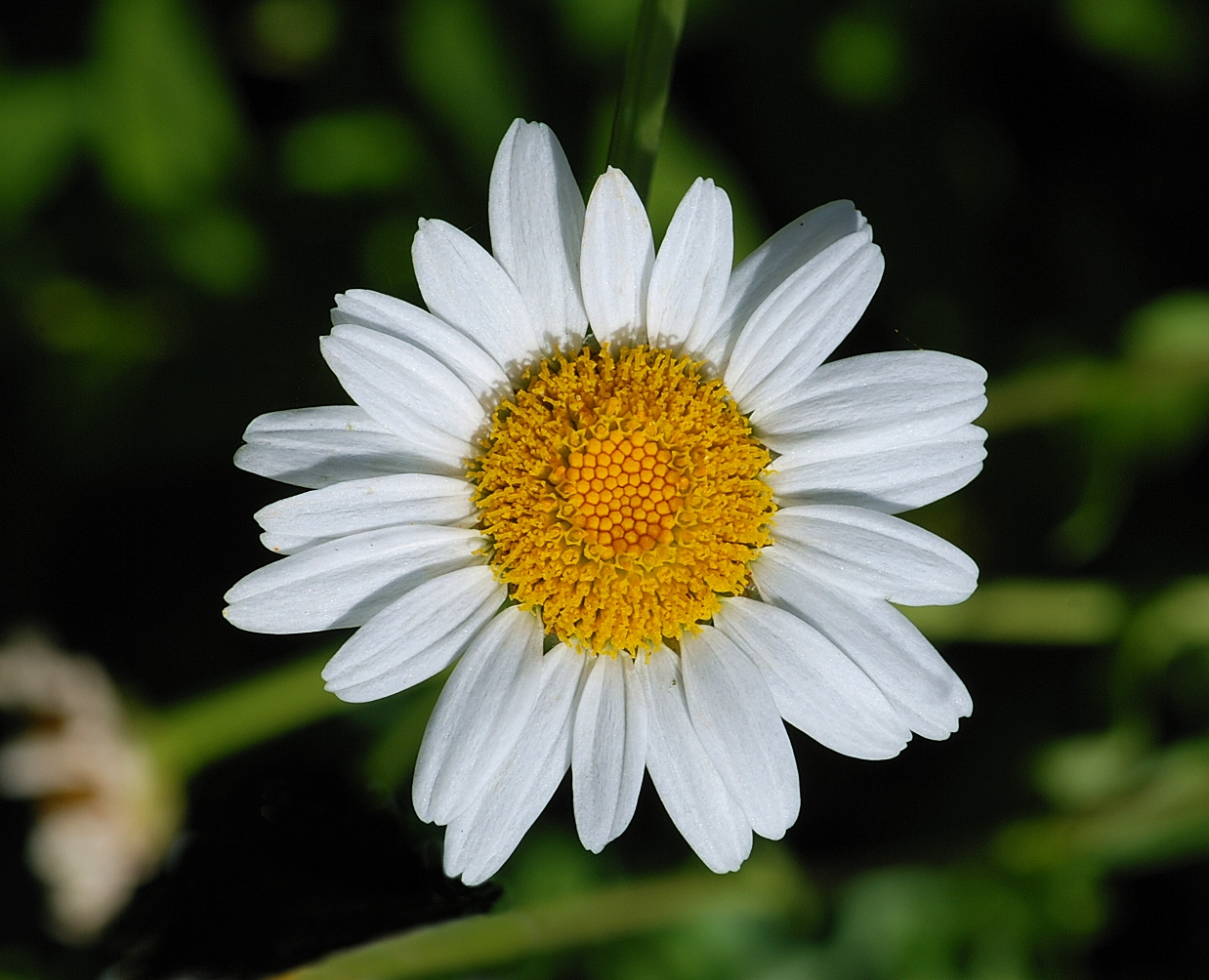
Leucanthemum lacustre

## M
- Leucanthemum maestracense Vogt & F.H.Hellw.
- Leucanthemum maximum (Ramond) DC.
- Leucanthemum meridionale Legrand
- Leucanthemum monspeliense (L.) H.J.Coste
- Leucanthemum montserratianum Vogt

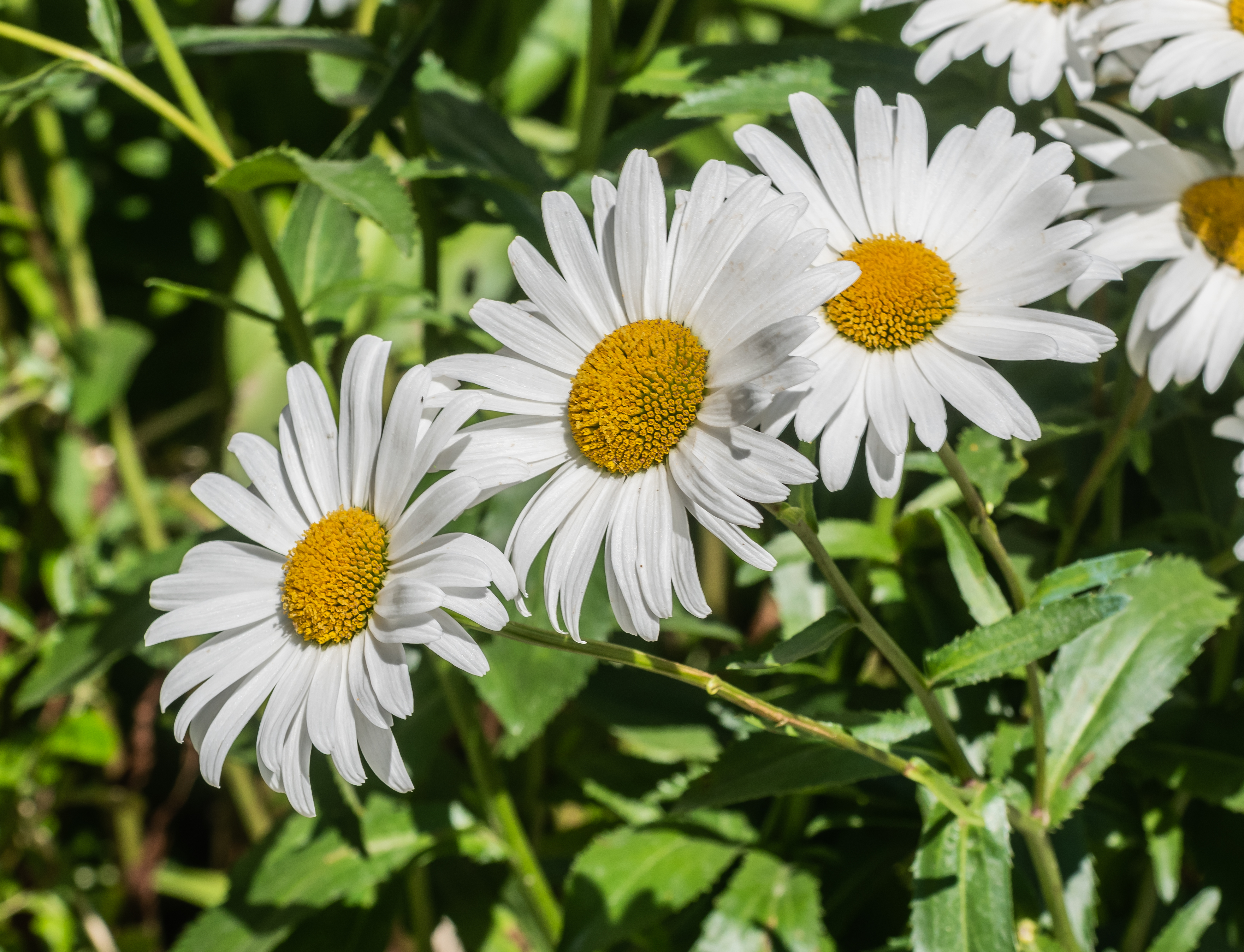
Leucanthemum maximum
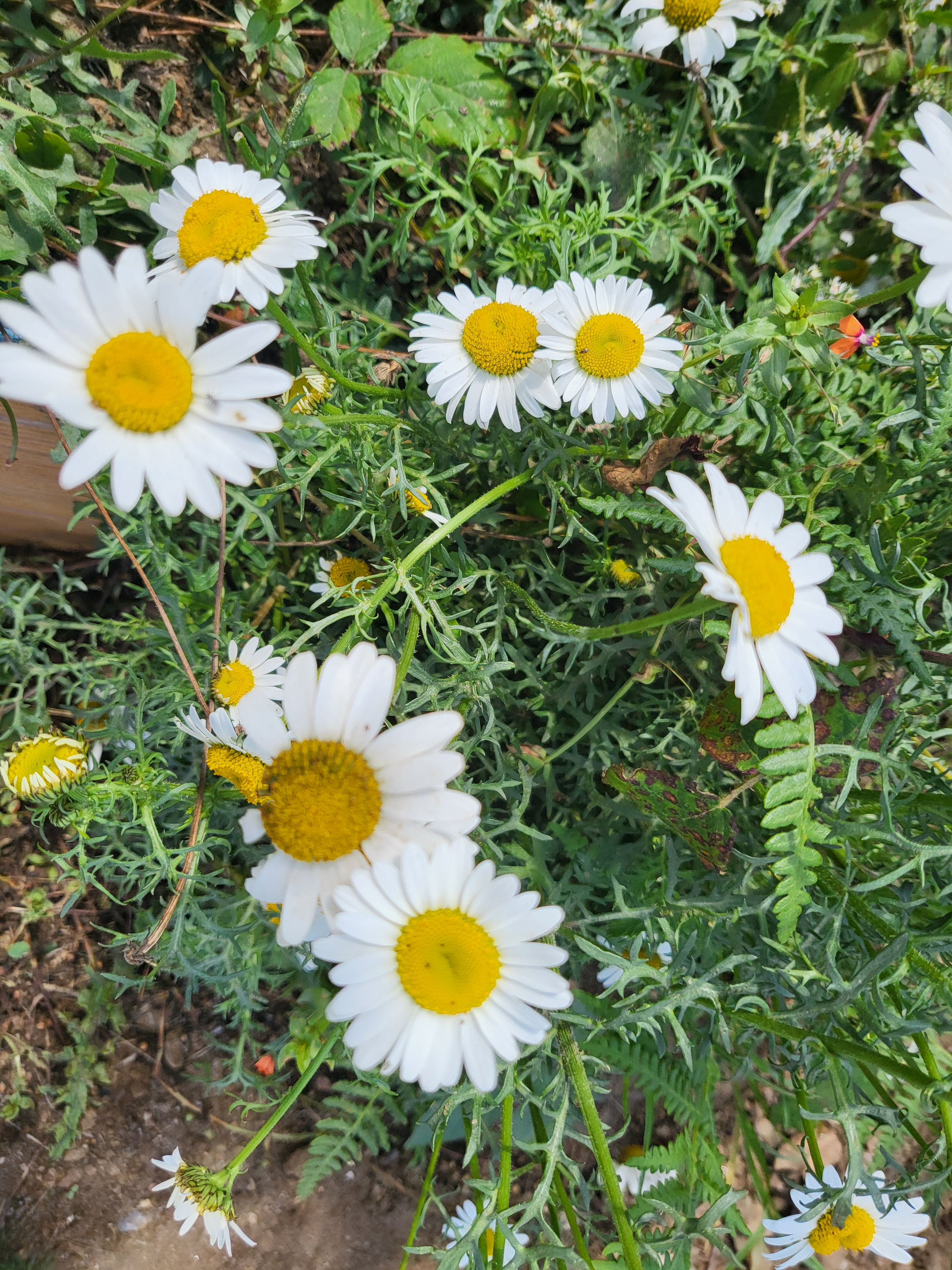
Leucanthemum monspeliense
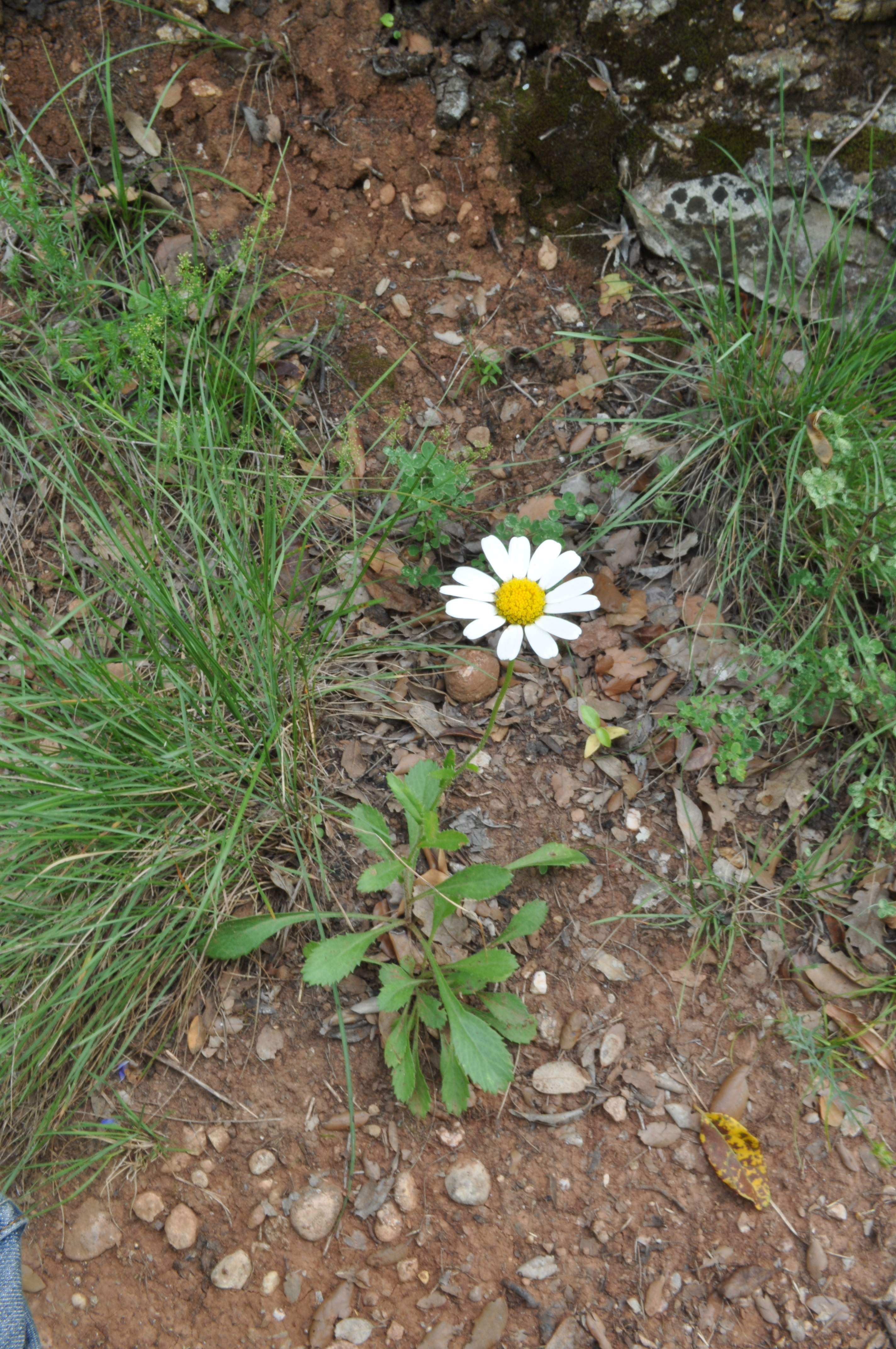
Leucanthemum montserratianum

## P
- Leucanthemum pachyphyllum Marchi & Illum.
- Leucanthemum pallens (J.Gay ex Perreym.) DC.
- Leucanthemum platylepis Borbás
- Leucanthemum pluriflorum Pau
- Leucanthemum pseudosylvaticum (Vogt) Vogt & Oberpr.
- Leucanthemum pyrenaicum Vogt, Konowalik & Oberpr.

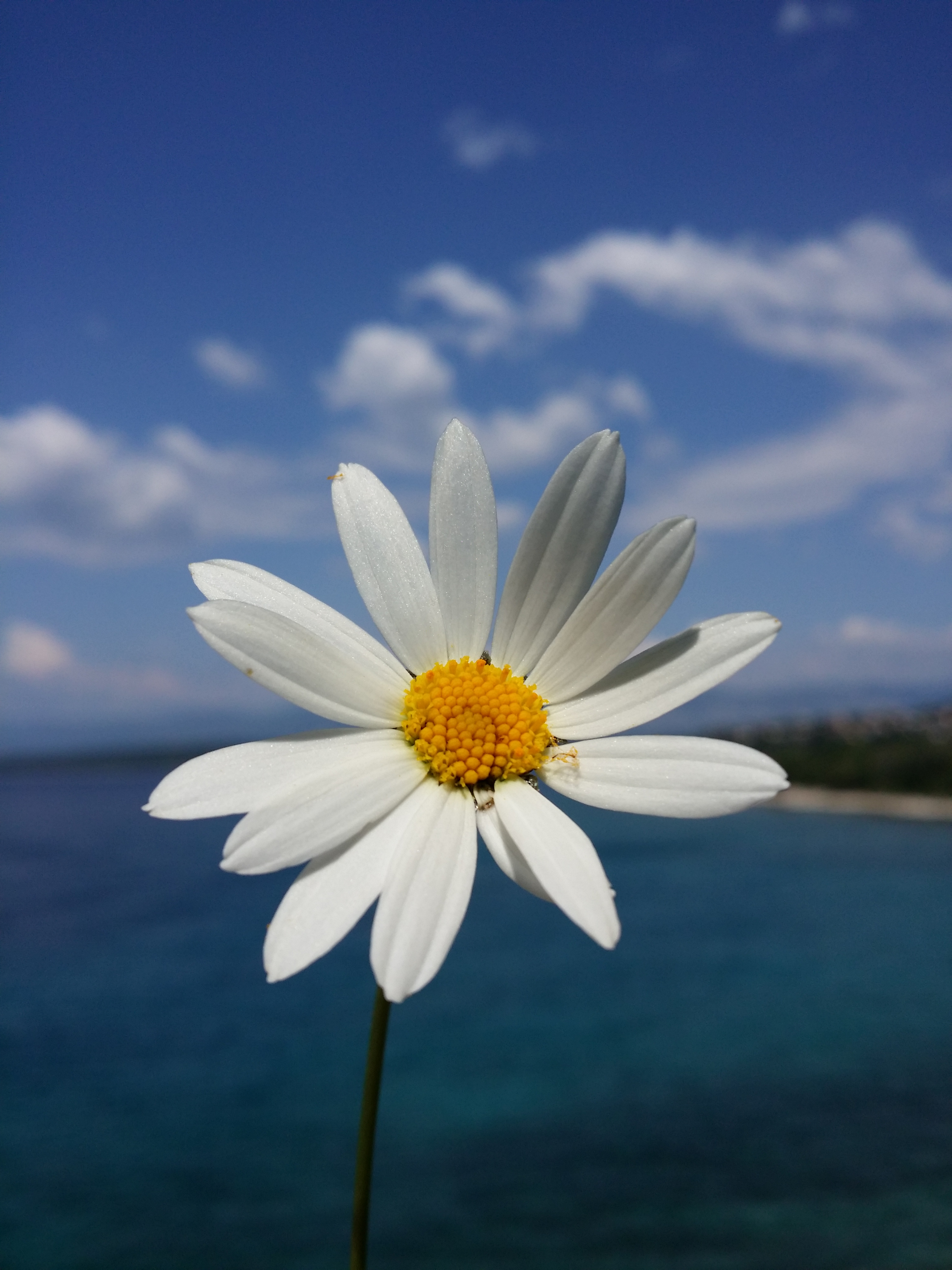
Leucanthemum platylepis

## R
- Leucanthemum rohlenae (Horvatić) Vogt & Greuter
- Leucanthemum rotundifolium (Waldst. & Kit.) DC.

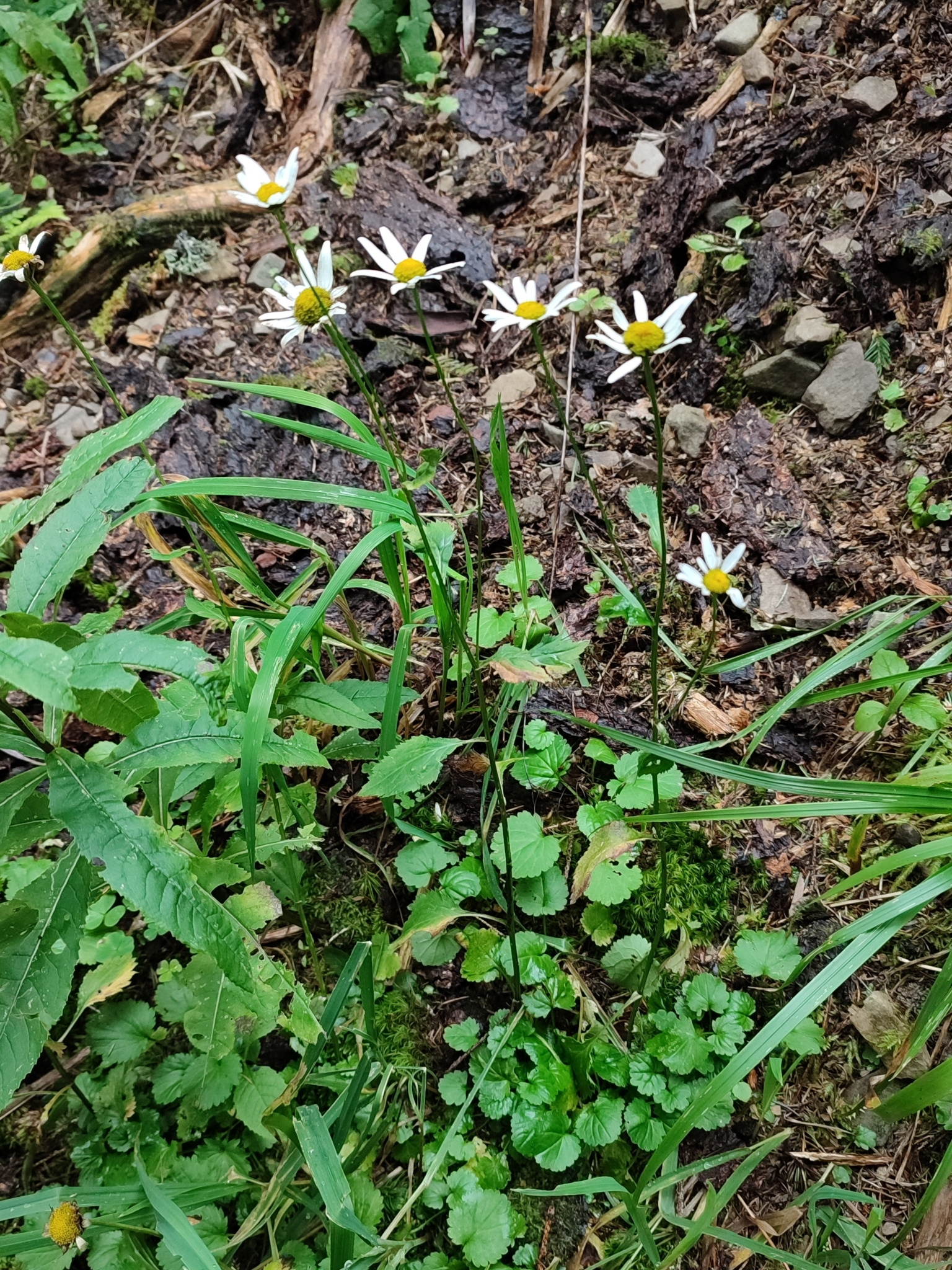
Leucanthemum rotundifolium

## S
- Leucanthemum subglaucum De Laramb.
- Leucanthemum sylvaticum (Brot.) Nyman

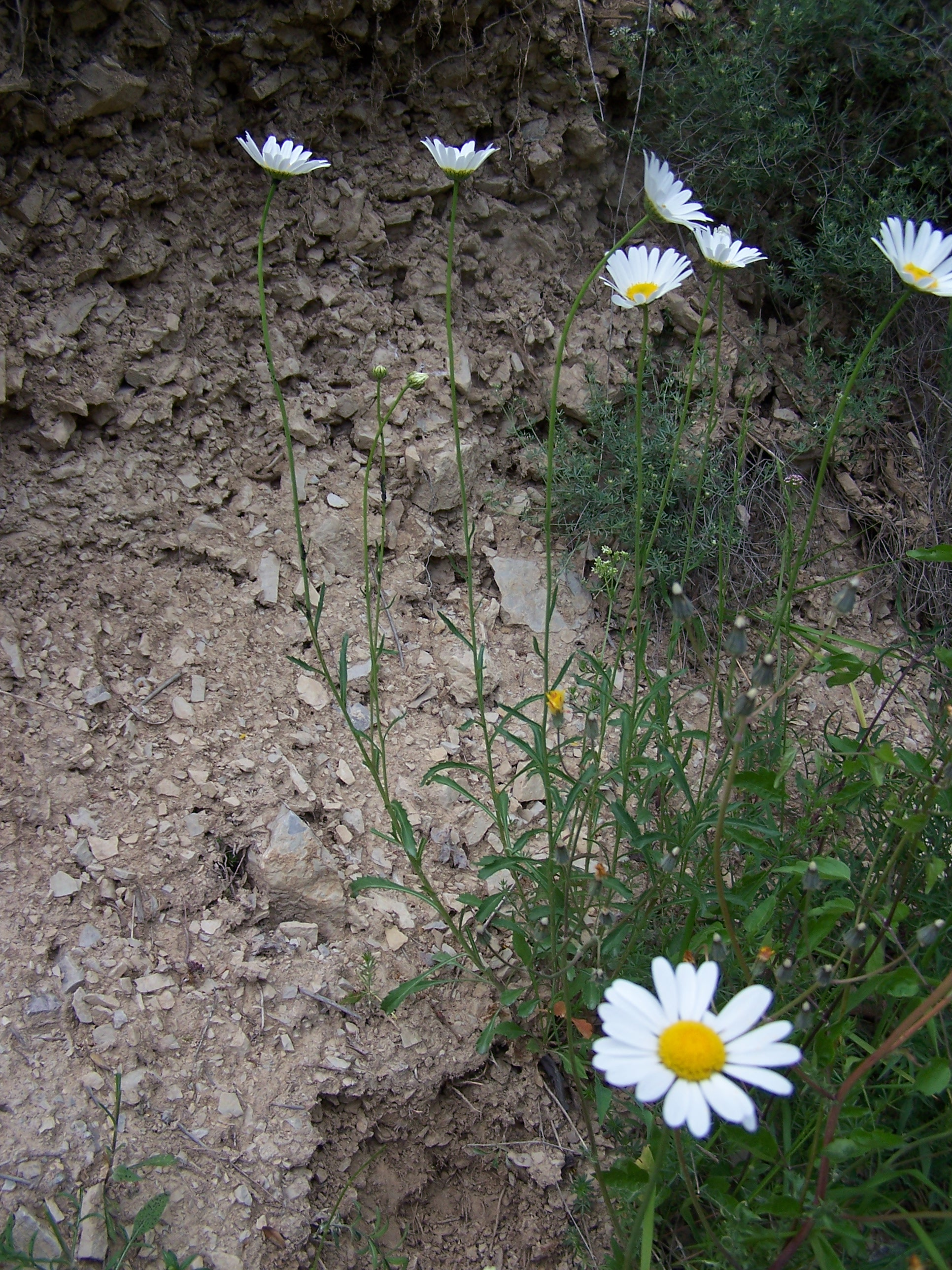
Leucanthemum subglaucum

## T
- Leucanthemum tridactylites (A.Kern. & Huter) Bazzich.

## V
- Leucanthemum valentinum Pau
- Leucanthemum virgatum (Desr.) Clos
- Leucanthemum visianii (Gjurašin) Vogt & Greuter
- Leucanthemum vulgare Lam..

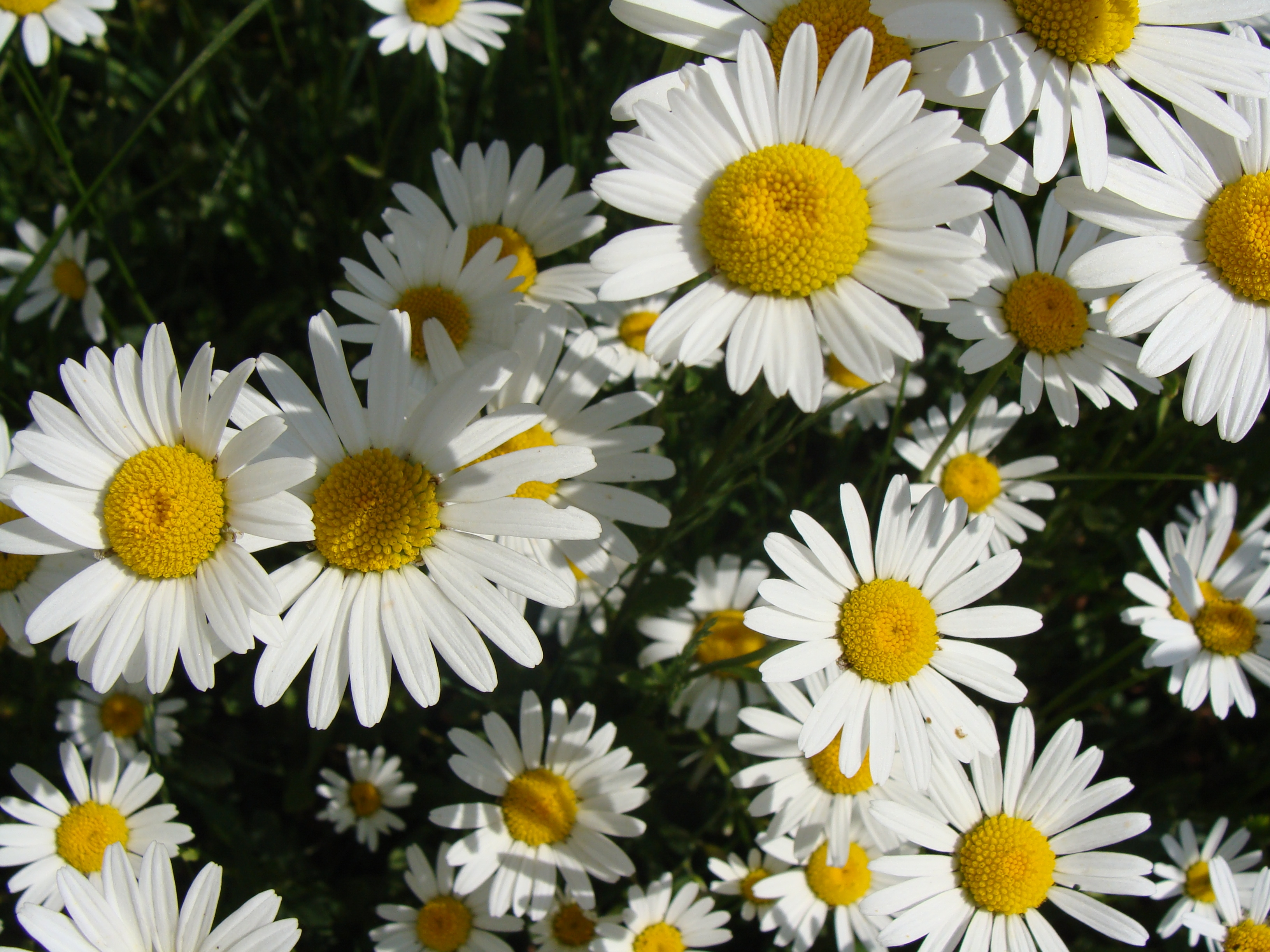
Leucanthemum vulgare